# Teodofredo
Teodofredo fue un noble visigodo hijo de rey Chindasvinto y padre de Rodrigo, el último rey visigodo de la península ibérica. Según la tradición Teodofredo era hermano de Favila que a su vez fue el padre de Don Pelayo, aunque no se tiene certeza sobre la exactitud de esta genealogía, puesto que fue escrita más de 150 años después de los hechos y el cronista parece tener interés en relacionar el linaje de Rodrigo con el de Pelayo.
Alrededor del año 700 participó en una sublevación promovida por los descendientes de Chindasvinto, por lo que fue hecho prisionero por Egica que ordenó lo desterraran a Córdoba y lo mutilaran, extrayéndole los globos oculares e incapacitándolo de esta forma para ser rey.